# Hjärtsjömåla
Hjärtsjömåla este o arie protejată (arie specială de conservare — SAC, sit de importanță comunitară — SCI, arie de protecție specială avifaunistică — SPA) din Suedia întinsă pe o suprafață de 161,9 ha, integral pe uscat.

## Localizare
Centrul sitului Hjärtsjömåla este situat la coordonatele 56°20′10″N 14°58′20″E / 56.3362°N 14.9722°E.

## Înființare
Situl Hjärtsjömåla a fost declarat sit de importanță comunitară în decembrie 1998 pentru a proteja 4 specii de animale. Alte tipuri de protecție:
- arie de protecție specială avifaunistică (în mai 2006)[2]
- arie specială de conservare (în martie 2011)[1][3][4]

## Biodiversitate
Situată în ecoregiunea boreală, aria protejată conține 4 habitate naturale: Ape stătătoare oligotrofe până la mezotrofe, cu vegetație de Littorelletea uniflorae și/sau de Isoëto-Nanojuncetea, Mlaștini împădurite, Mlaștini turboase de tranziție și turbării mișcătoare, Taiga vestică.
La baza desemnării sitului se află mai multe specii protejate de  păsări (4): minunița (Aegolius funereus), ciocănitoare neagră (Dryocopus martius), ciuvică (Glaucidium passerinum),  cocoș de munte (Tetrao urogallus).